# Mexico City WCT 1982 - Doppio
Il doppio del torneo di tennis Mexico City WCT 1982, facente parte della categoria World Championship Tennis, ha avuto come vincitori Sherwood Stewart e Ferdi Taygan che hanno battuto in finale Tomáš Šmíd e Balázs Taróczy con il punteggio di 6–4, 7–5.

## Teste di serie
1. Sherwood Stewart /  Ferdi Taygan (Campioni)

1. Tomáš Šmíd /  Balázs Taróczy (finale)

## Tabellone

### Legenda
| - Q = Qualificato - WC = Wild card - LL = Lucky loser | - ALT = Alternate - SE = Special Exempt - PR = Protected Ranking | - w/o = Walkover - r = Ritirato - d = Squalificato |

|  | Quarti di finale            | Quarti di finale              | Quarti di finale              | Quarti di finale | Quarti di finale |  |  | Semifinali                    | Semifinali                    | Semifinali                    | Semifinali                | Semifinali                |   |   | Finale                        | Finale                        | Finale                        | Finale | Finale |  |
|  |                             |                               |                               |                  |                  |  |  |                               |                               |                               |                           |                           |   |   |                               |                               |                               |        |        |  |
|  | 1                           | Sherwood Stewart Ferdi Taygan | Sherwood Stewart Ferdi Taygan | 7                | 6                |  |  |                               |                               |                               |                           |                           |   |   |                               |                               |                               |        |        |  |
|  |                             | Anand Amritraj Fritz Buehning | Anand Amritraj Fritz Buehning | 6                | 3                |  |  | Sherwood Stewart Ferdi Taygan | Sherwood Stewart Ferdi Taygan | Sherwood Stewart Ferdi Taygan | 7                         | 6                         |   |   |                               |                               |                               |        |        |  |
|  | Sammy Giammalva Rick Meyer  | Sammy Giammalva Rick Meyer    | Sammy Giammalva Rick Meyer    | 6                | 7                |  |  | Sammy Giammalva Rick Meyer    | Sammy Giammalva Rick Meyer    | Sammy Giammalva Rick Meyer    | 5                         | 1                         |   |   |                               |                               |                               |        |        |  |
|  | José Higueras Bruce Nichols | José Higueras Bruce Nichols   | José Higueras Bruce Nichols   | 3                | 5                |  |  |                               |                               |                               |                           |                           |   |   | Sherwood Stewart Ferdi Taygan | Sherwood Stewart Ferdi Taygan | Sherwood Stewart Ferdi Taygan | 6      | 7      |  |
|  | Terry Moor John Sadri       | Terry Moor John Sadri         | Terry Moor John Sadri         | 6                | 6                |  |  |                               |                               | Tomáš Šmíd Balázs Taróczy     | Tomáš Šmíd Balázs Taróczy | Tomáš Šmíd Balázs Taróczy | 4 | 5 |                               |                               |                               |        |        |  |
|  | Wojciech Fibak Bruce Manson | Wojciech Fibak Bruce Manson   | Wojciech Fibak Bruce Manson   | 3                | 4                |  |  | Terry Moor John Sadri         | Terry Moor John Sadri         | Terry Moor John Sadri         | 6                         | 4                         |   |   |                               |                               |                               |        |        |  |
|  | 2                           | Tomáš Šmíd Balázs Taróczy     | Tomáš Šmíd Balázs Taróczy     | 7                | 7                |  |  | Tomáš Šmíd Balázs Taróczy     | Tomáš Šmíd Balázs Taróczy     | Tomáš Šmíd Balázs Taróczy     | 7                         | 6                         |   |   |                               |                               |                               |        |        |  |
|  |                             | Darren Cahill Sandy Mayer     | Darren Cahill Sandy Mayer     | 6                | 6                |  |  |                               |                               |                               |                           |                           |   |   |                               |                               |                               |        |        |  |